# 255

255(이백오십오)는 254보다 크고 256보다 작은 자연수다.

## 수학
- 합성수로, 그 약수는 1, 3, 5, 15, 17, 51, 85, 255다. 진약수의 합은 177이므로, 255는 부족수다.
- 25번째 쐐기수다. 앞의 쐐기수는 246, 다음 쐐기수는 258이다.
  - 5번째 홀수 쐐기수다. 앞의 쐐기수는 231, 다음은 273이다.
- 5번째 이십면체수다. 앞의 이십면체수는 124, 다음은 456이다.
- {\displaystyle 255=2^{8}-1}
  - 8번째 메르센 수로, 2의 8제곱에서 1을 뺀 수다.
  - 16진수의 최댓값이다. 255(10), FF(16), 11111111(2), 377(8)
- {\displaystyle 255=15\times 17}
  - 연속하는 두 홀수의 곱으로 나타낼 수 있으며, 이 성질을 지닌 앞의 수는 195, 다음 수는 323이다.
- {\displaystyle 255=5^{2}+6^{2}+7^{2}+8^{2}+9^{2}}
  - 연속하는 자연수 5개의 제곱합으로 나타낼 수 있으며, 이 성질을 지닌 앞의 수는 190, 다음 수는 330이다.

## 과학·기술
- 부호 없는 바이트형 변수에서 표현할 수 있는 가장 큰 수다.
- RGB의 각각 최고값은 255다.

## 교통
- 고속도로 및 국도
  - 아우토반 255호선(영어판, 독일어판): 독일의 고속도로.
  - 일본 255번 국도: 가나가와현 하다노시에서 오다와라시까지 이어지는 일본의 국도.
- 기타 도로
  - 현도 제255호선

## 군사
- U-255(영어판, 독일어판): 제2차 세계 대전에 사용된 나치 독일의 군용 잠수함.

## 문화유산
- 대한민국의 국보 제255호: 전 덕산 청동방울 일괄
- 대한민국의 보물 제255호: 영주 부석사 당간지주

## 방송
- B tv의 쿠키건강TV 채널 번호.
- LG헬로비전의 중국 국제 방송인 CGTN 채널 번호.

## 기타
- 연도: 255년, 기원전 255년